# HD 80024
HD 80024，又名BD+35 1971，SAO 61387、HR 3686，是一颗恒星，视星等为5.75，位于銀經188.81，銀緯44.28，其B1900.0坐标为赤經9h 12m 16s，赤緯+35° 44.28′ 2″。